# Košický potok (přítok Vrchlice)
Košický potok je levostranný přítok říčky Vrchlice v okrese Kutná Hora ve Středočeském kraji. Délka jeho toku činí 7,4 km. Plocha povodí měří 10,2 km².

## Průběh toku
Potok pramení v polích jižně od Nepoměřic v nadmořské výšce okolo 470 m. Na horním toku směřuje převážně na sever, protéká výše zmíněnou obcí, kde napájí dva místní rybníky. Odtud dále pokračuje severním směrem k obci Košice. V tomto úseku zadržuje jeho vody rybník Podskalák. U východního okraje Košic se Košický potok postupně obrací na východ k Albrechticím. Zde se na potoce nachází vodní nádrž a o něco níže po proudu ještě jeden bezejmenný rybník. Na dolním toku, pod ústím Bedřichovského potoka, se údolí potoka více prohlubuje. Do Vrchlice se vlévá jihovýchodně od Polánky na 18,4 říčním kilometru v nadmořské výšce okolo 360 m.

### Větší přítoky
- Bedřichovský potok je pravostranný přítok na 2,0 říčním kilometru. Délka Bedřichovského potoka činí 2,7 km.[3]